# Подводные лодки типа «Звардвис»
Подводные лодки типа «Звардвис» (нидерл. Zwaardvisklasse) — серия нидерландских дизель-электрических подводных лодок. 

## Описание
Созданы на основе подводных лодок США типа «Барбел», однако при их проектировании было использовано максимально возможное количество компонентов собственного производства. В 1966—1972 годах на верфях Rotterdam DD были построены две подводные лодки этого типа, получившие названия в честь хищных рыб — рыбы-меч и тигровой акулы. В 1982—1988 годах по модифицированному варианту этого проекта были построены две лодки типа «Хай Лун» по заказу Тайваня, помимо этого собственные нидерландские лодки прошли модернизацию в конце 1980-х годов. 
В 1994—1995 годах, с появлением на вооружении ВМС Нидерландов более современных подводных лодок типа «Валрус», обе лодки типа «Звардвис» были выведены из состава ВМС. До 2000 года находились у пирсов верфи Rotterdamse Droogdok Mij. В 2000 году были проданы Малайзии.

## Представители
| Название             | Заводской номер | Дата закладки | Спуск на воду | Ввод в строй    | Судьба                                    |
| -------------------- | --------------- | ------------- | ------------- | --------------- | ----------------------------------------- |
| Звардвис Zwaardvis   | S 806           | 14 июля 1966  | 2 июля 1970   | 18 августа 1972 | снята с вооружения в 1994, пущена на слом |
| Тейгерхай Tijgerhaai | S 807           | 14 июля 1966  | 25 мая 1971   | 29 октября 1972 | снята с вооружения в 1995, пущена на слом |